# Battlelore (gruppo musicale)
I Battlelore sono un gruppo musicale heavy metal finlandese, fondato nel 1999 dal chitarrista Jyri Vahvanen e dal bassista Miika Kokkola a Lappeenranta.
Il nome del gruppo deriva dall'unione della parola inglese battle (battaglia) e folklore.

## Storia del gruppo

### I primi demo e il contratto con la Napalm Records (1999-2004)
Il loro primo demo Warrior's Tale venne pubblicato lo stesso anno della fondazione del gruppo ma i Battlelore attirarono l'attenzione dell'etichetta Napalm Records solo dopo la pubblicazione del secondo demo Dark Fantasy nel 2000, che presenta per la prima volta Kaisa Jouhki come cantante femminile, Henri Vahvanen come batterista e Maria Honkanen come tastierista, membri che militano ancora oggi nei Battlelore. Sotto richiesta dell'etichetta, la band registra un demo senza titolo di 3 tracce e poco tempo dopo venne ultimato il contratto.
Nell'autunno del 2001 registrano ai Music Bros Studios il disco di debutto con il produttore Miitri Aaltonen.

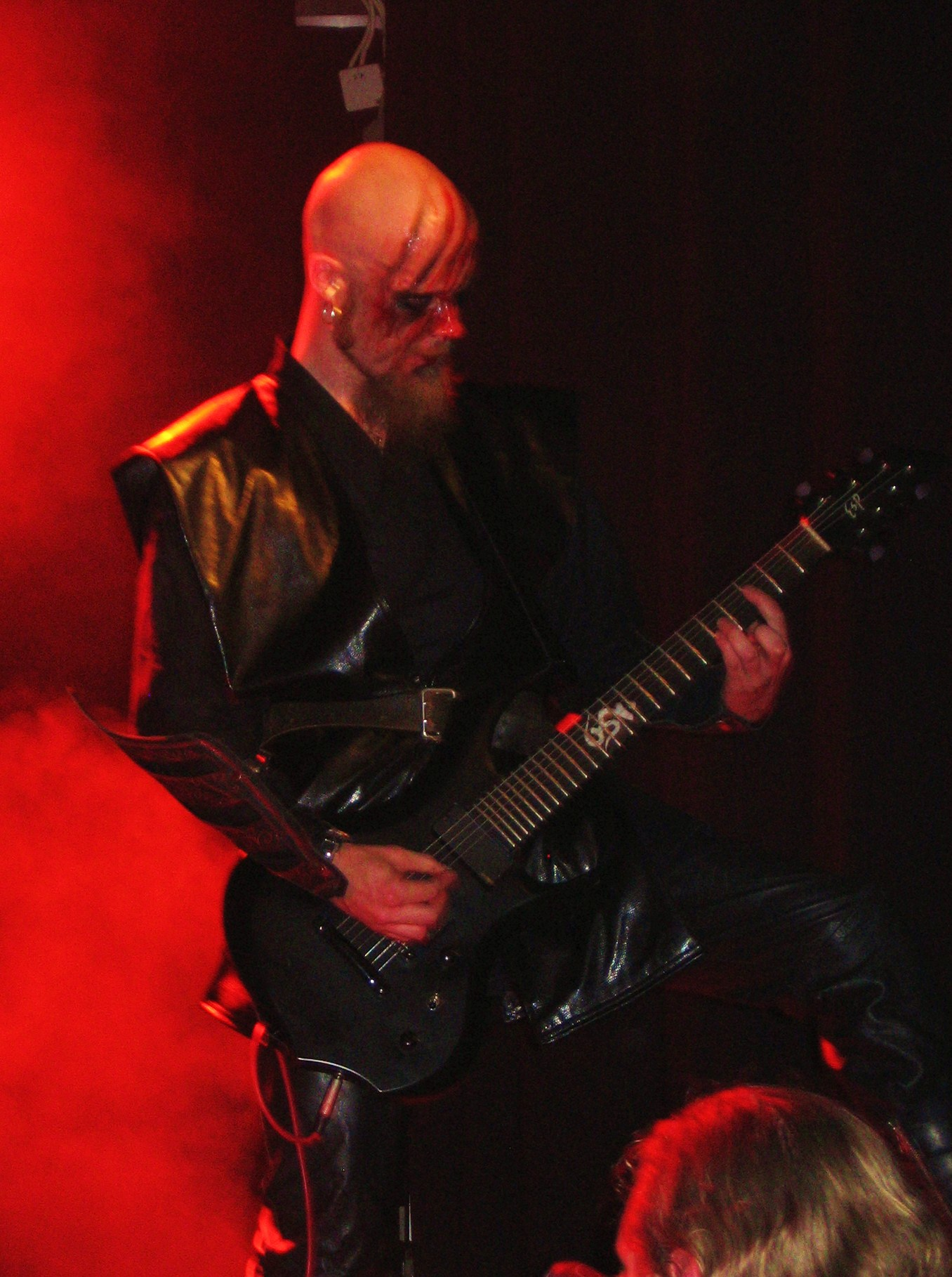
Il chitarrista Jyri Vahvanen dal vivo al Tuska Open Air Metal Festival di Helsinki nel giugno 2008.

Dopo poco tempo il chitarrista Tommi Havo lascia il gruppo per ragioni personali e viene sostituito dall'attuale chitarrista solista Jussi Rautio. Il disco d'esordio, ...Where the Shadows Lie, nel quale sono presenti anche alcuni brani contenuti nei precedenti demo e risuonati, viene pubblicato nel 2002 ottenendo un buon successo da parte del pubblico. Per ...Where the Shadows Lie viene girato il video di Journey to Undying Lands. I Battlelore si fanno però conoscere solo con il successivo disco Sword's Song, registrato sempre ai Music Bros Studios con Miitri Aaltonen come produttore, uscito nella primavera del 2003, da molti definito come il migliore del gruppo. Il disco ha un buon successo e ciò porta il gruppo a fare il primo tour in Europa, che li porta per la prima volta in Italia in due date autunnali assieme ad Atrocity, Leaves' Eyes e Darkwell: il 21 novembre al Transilvania Live di Milano e il 22 novembre all'Alpheus di Roma.
Nel 2004 viene pubblicato il primo DVD della band, The Journey, contenente la registrazione del concerto finlandese tenutosi al prestigioso Tavastia Club di Helsinki, un documentario e dei videoclip.

### Cambi di formazione eThird Age of the Sun(2004-2005)
Nel 2004 il cantante Patrik Mennander lascia la band, per via della mancanza di tempo da dedicare ai Battlelore, e il suo posto viene preso prima temporaneamente e poi in via ufficiale dall'ex-frontman degli Evemaster, Tomi Mykkänen. Il suo ultimo concerto è allo show da headliner del RingCon (il festival ufficiale de Il Signore degli Anelli a Bonn, in Germania). Per ragioni personali anche il bassista fondatore Miika Kokkola lascia la band, e viene sostituito da Timo Honkanen, già tour-member in passato.
Con questi nuovi cambiamenti nella formazione il gruppo pubblica nel 2005 il terzo album in studio, Third Age of the Sun, registrato ai Sound Suite Studios nella primavera del 2005 e prodotto da Terje Refsnes, per la cui promozione viene girato il videoclip di Storm of the Blades. Secondo il parere della critica Third Age of the Sun è di qualità inferiore rispetto ai dischi precedenti, in parte dovuto alla defezione di Mennander e di Kokkola, ma vi è un songwriting più vario e ambizioso, un poco di melodie folk e una vena più sinfonica dovuta al massiccio uso delle tastiere, che subiscono un'evoluzione notevole, risultando più incisive che in passato, e ad un abbandono temporaneo delle clean vocals maschili, che tuttavia riappariranno a partire dal disco successivo. Il disco entra nelle classifiche finlandesi alla posizione numero 38.

### Evernight e The Last Alliance (2006 - 2008)
Dopo aver partecipato all'edizione 2006 del Wacken Open Air, in autunno iniziano le registrazioni del quarto disco con Miitri Aaltonen alla produzione ai Music Bros Studios, che viene poi pubblicato agli inizi del 2007 con il titolo Evernight, anticipato dal videoclip di House of Heroes, da molti definito come il più oscuro degli album del gruppo finlandese, ma anche il migliore dopo Sword's Song.

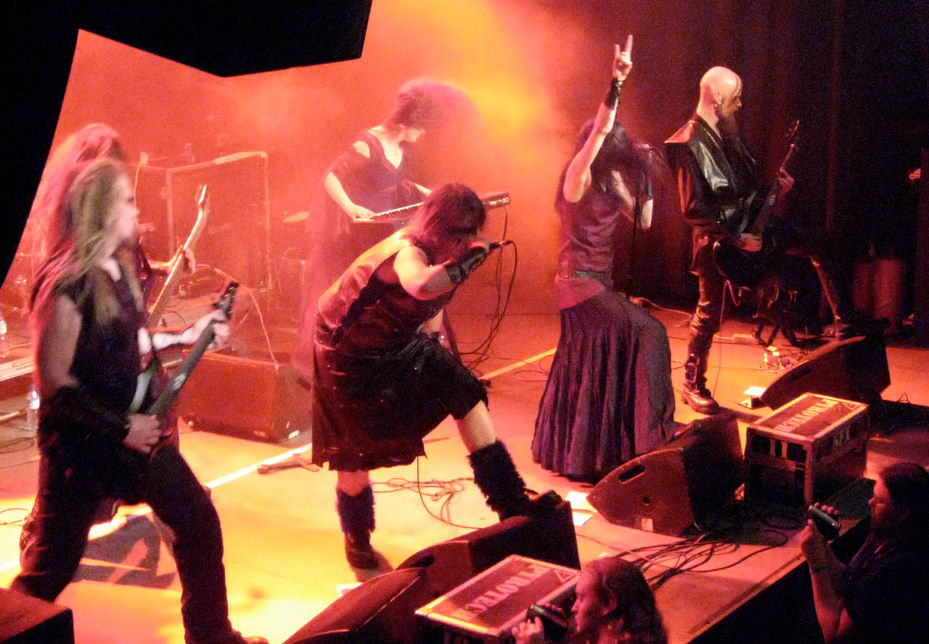
I Battlelore dal vivo al Tuska Open Air Metal Festival di Helsinki nel giugno 2008.

Nei primi giorni di settembre viene annunciato un tour europeo assieme previsto per novembre a Draconian e Arzamat, tuttavia il tour viene cancellato.
A gennaio 2007 il chitarrista Jyri lascia temporaneamente la band per andare in Asia per 6 mesi, e viene sostituito da Tommi Lintunen, che compare nel videoclip di House of Heroes. Al suo ritorno a giugno, Vahvanen riprende il posto di chitarrista.
A settembre viene annunciato che la band avrebbe dovuto aprire le date finlandesi di Helsinki e Tampere degli After Forever a novembre, tuttavia le date vengono cancellate dal promoter e a novembre vengono esclusi dal tour con europeo i Korpiklaani, previsto per dicembre.
Il 20 ottobre partecipano all'edizione 2007 del Metal Female Voices Fest e l'esibizione viene registrata per far parte di un DVD.
Nel periodo di aprile-maggio 2008 viene registrato ai Sound Supreme Studios di Hämeenlinna con Dan Swanö come produttore il loro quinto disco The Last Alliance, poi pubblicato a settembre, anticipato dal video di Third Immortal. Dopo una settimana di uscita sul mercato raggiunge la ventiseiesima posizione nella classifica degli album più venduti in Finlandia, e partecipano al The Finnish Fire Tour assieme a Korpiklaani, Falchion e Kivimetsän Druidi, al quale il cantante Tomi non prende parte per problemi personali e viene sostituito da Harri Hyytiäinen, membro degli Avathar.
Il disco esce anche in versione speciale con un DVD allegato, in cui vi è la registrazione del concerto al Metal Female Voices Fest 2007.
Durante il periodo estivo il posto di batterista viene preso temporaneamente da Enrico Annus, per impegni personali di Henri Vahvanen.
A luglio 2009 viene annunciato che il gruppo ha rinnovato il contratto con la Napalm Records, terminato con il disco The Last Alliance. Il contratto garantisce alla band il supporto dell'etichetta per il prossimo disco e per il relativo tour promozionale.

### Doombound (2011)
A fine settembre la band intraprende un breve tour di 6 date in Inghilterra assieme ai Finntroll e a dicembre viene annunciato che il sesto album è in preparazione e la band entrerà in studio attorno a giugno-luglio 2010 per le registrazioni. La pubblicazione era prevista per ottobre 2010, poi spostata nei primi mesi del 2011.
A causa delle registrazioni del nuovo album la band ha suonato solo in alcune date durante la primavera 2010.
L'album viene registrato ai Sound Supreme Studios con Janne Saksa e Dan Swanö mixa il tutto. Stilisticamente l'album segna un ritorno "old-school" dei primi dischi, è il primo concept album della band ed è incentrato sulla figura di Túrin Turambar.
L'album Doombound, contiene 11 pezzi, dei quali uno strumentale e uno in lingua finlandese, per celebrare la terra del gruppo, la Finlandia, e il poema epico finlandese, il Kalevala. L'edizione speciale dell'album contiene il DVD 10 Years of Battlelore, in cui ci sono molti contenuti speciali.

### Pausa creativa
Il 23 ottobre 2011 il gruppo annuncia, tramite il suo sito, una pausa indefinita dalla scena musicale, precisando che non si tratta di un addio definitivo. La pausa termina nel 2016, quando il gruppo annuncia di partecipare al Metal Female Voices Fest a ottobre dello stesso anno.

## Stile e influenze
Il loro stile coniuga elementi principalmente dal gothic metal e dal folk metal, metal estremo (black e death metal in particolare) e industrial metal con sprazzi di power metal, e si è evoluto molto con il passare degli anni. Fanno parte della cosiddetta corrente beauty and the beast, ovvero quei gruppi che presentano il contrasto di voce femminile (solitamente da opera, però Kaisa Jouhki canta in modo più "energico") e voce maschile, spesso in growl (però i Battlelore fanno uso anche di clean vocals maschili).

Il chitarrista e fondatore Jyri Vahvanen ha definito la loro musica come "Fantasy metal" e "very bombastic, epic and melodic metal".
Peculiarità del gruppo sono i loro show dal vivo, nei quali ogni membro è travestito con costumi fantasy e truccato in modo da sembrare "feroci guerrieri o sporchi ladroni o elfi-femmina bellissimi".
I testi dei Battlelore riguardano personaggi ed eventi della Terra di Mezzo di J. R. R. Tolkien. Le opere di Tolkien alle quali si ispirano maggiormente sono Il Signore degli Anelli e Il Silmarillion, altre sono la letteratura medievale e in parte il Kalevala. A partire dall'album Evernight, la band ha deciso deliberatamente di non utilizzare più nomi o luoghi dell'immaginario tolkieniano, sebbene i testi ne rimangono comunque ispirati.
Bolt Thrower, Emperor, The Gathering, Kyuss, Black Sabbath, Morbid Angel, Katatonia, Anathema, My Dying Bride, Iron Maiden, W.A.S.P., Zakk Wylde, Dissection, Theatre of Tragedy sono alcuni degli artisti che hanno influenzato la musica dei Battlelore.

## Formazione

### Formazione attuale
- Tomi Mykkänen - voce maschile (pulita e growl) (2004 - presente)
- Kaisa Jouhki - voce femminile (2000 - presente)
- Jussi Rautio - chitarra solista (2001 - presente)
- Jyri Vahvanen - chitarra ritmica (1999 - presente)
- Timo Honkanen - basso (2004 - presente)
- Henri Vahvanen - batteria (2000 - presente)
- Maria Honkanen - tastiere, flauto (2000 - presente)

### Ex componenti
- Gorthaur - batteria (1999)
- Tommi Havo - voce, chitarra solista (1999 - 2002)
- Patrik Mennander - voce (pulita e growl) (1999 - 2004)
- Miika Kokkola - basso (1999 - 2004)

### Musicisti session
- Tommi Lintunen - chitarra ritmica (compare nel videoclip House of Heroes) (2007)
- Enrico Annus - batteria (2008)
- Harri Hyytiäinen - voce maschile (pulita e growl) (2008)

### Ospiti
- Miitri Aaltonen - percussioni, voce di supporto (Dark Fantasy, ...Where the Shadows Lie, Sword's Song)
- Erik Zacharias - sintetizzatori (Sword's Song)
- Jyrki Myllärinen - chitarra classica (...Where the Shadows Lie)
- Tommi Havo - voce di supporto (Sword's Song)
- Janne Saksa - voce di supporto (The Last Alliance)
- Juha Granberg – voce di supporto (The Last Alliance)

## Discografia

### Album in studio
- 2002 - ...Where the Shadows Lie
- 2003 - Sword's Song
- 2005 - Third Age of the Sun
- 2007 - Evernight
- 2008 - The Last Alliance
- 2011 - Doombound
- 2022 - The Return of the Shadow

### Demo
- 1999 - Warrior's Tale
- 2000 - Dark Fantasy

### Videografia
DVD/VHS
- 2004 - The Journey

Videoclip
- Journey to Undying Lands
- Storm of the Blades
- House of Heroes
- Third Immortal